# Elias Tcherikower
Elias Tcherikower (Ilja Čerikover und andere Schreibweisen; geboren 1. Augustjul. / 13. August 1881greg. in Poltawa, Russisches Kaiserreich; gestorben 28. August 1943 in New York City) war ein in Paris lebender Historiker, dessen Lebenswerk der Erforschung des Antisemitismus in der Ukraine galt.

## Leben
Elias Tcherikower studierte 1898 bis 1904 an der Kunstakademie in Odessa und engagierte sich in sozialistischen Zionismus. Er setzte das Studium in Sankt Petersburg fort und wurde wegen seiner politischen Aktivitäten zu einem Jahr Arrest in Poltawa verurteilt. Tcherikower schrieb für die Presse sowie Beiträge für die russisch-jüdische Enzyklopädie. 1910 bis 1914 war er Redakteur der pädagogischen Zeitschrift Chewra mfize haskalah. Saul M. Ginsburg schrieb das Vorwort zu Tcherikowers Geschichte der jüdischen Gemeinden (in Russisch). Im Jahr 1914 besuchte er Palästina und Ägypten.
Von 1915 bis 1917 lebte er in New York und kehrte nach der Februarrevolution 1917 nach Kiew zurück. Dort protokollierte er die Massaker und Pogrome an den Juden der Ukraine und überführte ein großes Archiv mit Dokumenten 1921 nach Berlin, wo er zu den Gründern des Vereins für das ostjüdische historische Archiv gehörte. Der erste Band einer Geschichte der Pogrombewegung erschien 1923 mit einem Vorwort von Simon Dubnow.
Er gehörte 1925 zu den Mitgründern des Jüdischen Wissenschaftlichen Instituts YIVO in Wilna. 1927 arbeitete er mit dem Verteidiger Henry Torrès zusammen, um im Prozess gegen den Petljura-Attentäter Scholom Schwartzbard in Paris zu beweisen, dass Schwartzbards Familie in den Pogromen ermordet worden war. Nach der Machtergreifung der Nationalsozialisten 1933 emigrierte Tcherikower nach Paris und floh 1940 in die USA.
Laut Dubnow beendete er 1935 eine ausführliche Untersuchung der verschiedenen Versionen der Protokolle der Weisen von Zion mit dem Titel Les 'Protocoles', leur origine et leur diffusion, die jedoch unveröffentlicht blieb. Es soll eine Kopie in der Wiener Bibliothek geben.
Sein Archiv wurde 1940 aus Frankreich in die USA gerettet und befindet sich heute im Yiddish Scientific Institute (YIVO) in New York.

## Schriften (Auswahl)
- Antisemitizm i pogromy na Ukraině 1917–1918. (zu der geshikhṭe fun uḳrainish-yidishe batsihungen; Miṭ a haḳdama fun S. Dubnow). Ostjüdisches Historisches Archiv, Berlin 1923.
- Di geshikhṭe fun der pogrom-baṿegung in Uḳraine 1917–1921. 1923.